# Démographie du Tchad
La démographie du Tchad est l'étude quantitative et qualitative des caractéristiques de la population tchadienne et de ses dynamiques, à partir de thèmes tels que la natalité, la fécondité, la mortalité, la nuptialité et la migration. 
Ces données sont notamment calculées par l'Institut national de la statistique, des études économiques et démographiques (INSEED).

## Population
La population totale du Tchad en 2020 est estimée à 16 877 357 habitants.
La population totale du Tchad en 2009 est de 11 274 106 habitants lors du Deuxième recensement général de la population et de l'habitat (RGPH2).
En 1993, le premier recensement général de la population et de l'habitat donnait le chiffre de 6 288 261 habitants.
La population tchadienne est jeune : près de la moitié a moins de quinze ans.